# Колачково (гміна)
Гміна Колачково (пол. Gmina Kołaczkowo) — сільська гміна у північно-західній Польщі. Належить до Вжесінського повіту Великопольського воєводства.
Станом на 31 грудня 2011 у гміні проживало 6134 особи.

## Територія
Згідно з даними за 2007 рік площа гміни становила 115.95 км², у тому числі:
- орні землі: 86.00%
- ліси: 7.00%

Таким чином, площа гміни становить 16.47% площі повіту.

## Населення
Станом на 31 грудня 2011:
| Опис     | Загалом | Загалом | Чоловіки | Чоловіки | Жінки | Жінки |
| -------- | ------- | ------- | -------- | -------- | ----- | ----- |
| одиниця  | осіб    | %       | осіб     | %        | осіб  | %     |
| все      | 6134    | 100     | 3037     | 49.51    | 3097  | 50.49 |
| міське   | 0       | 100     | 0        |          | 0     |       |
| сільське | 6134    | 100     | 3037     | 49.51    | 3097  | 50.49 |

## Сусідні гміни
Гміна Колачково межує з такими гмінами: Вжесня, Жеркув, Льондек, Мілослав, Пиздри, Стшалково.